# Lijst van rijksmonumenten in Wognum
De plaats Wognum telt 8 inschrijvingen in het rijksmonumentenregister. Hieronder een overzicht.
| Object                                                                                         | Oorspronkelijke functie?  | Bouwjaar             | Architect | Locatie                              | Coördinaten?                 | Nr.?   | Afbeelding        |
| ---------------------------------------------------------------------------------------------- | ------------------------- | -------------------- | --------- | ------------------------------------ | ---------------------------- | ------ | ----------------- |
| Zeer gave stolphoeve met kort uitgebouwd vooreind                                              | Boerderij                 | 18e eeuw             |           | Oude Gouw 24                         | 52° 40' 42" NB, 5° 1' 34" OL | 370455 | Meer afbeeldingen |
| Stolphoeve met kort uitgebouwd vooreind voorzien van houten geveltop                           | Boerderij                 | 1626 (jaartalstenen) |           | Oude Gouw 1                          | 52° 40' 47" NB, 5° 1' 34" OL | 39313  | Meer afbeeldingen |
| Hervormde Kerk                                                                                 | Kerk en kerkonderdeel     | 15e/16e eeuw         |           | Raadhuisstraat 15                    | 52° 40' 48" NB, 5° 1' 34" OL | 39315  | Meer afbeeldingen |
| Toren der Herv.Kerk                                                                            | Kerk en kerkonderdeel     | 1612                 |           | Raadhuisstraat bij 15                | 52° 40' 48" NB, 5° 1' 34" OL | 39316  | Meer afbeeldingen |
| Stolphoeve met korte uitgebouwd vooreind voorzien van houten geveltop met geschulpte windveren | Boerderij                 | 18e-19e eeuw         |           | Westeinderweg 23                     | 52° 41' 26" NB, 5° 0' 16" OL | 39317  | Meer afbeeldingen |
| Molen van de Kerkepolder                                                                       | Industrie- en poldermolen | 1866                 |           | Wipweidemolentje oostzijde Oude Gouw | 52° 40' 19" NB, 5° 1' 25" OL | 39318  | Meer afbeeldingen |
| Welgelegen                                                                                     | Boerderij                 | 1879                 |           | Kerkstraat 1                         | 52° 40' 49" NB, 5° 1' 31" OL | 495711 | Meer afbeeldingen |
| Voornaam woonhuis in eclectische trant, gesitueerd aan de noordzijde van de Raadhuisstraat     | Kerkelijke dienstwoning   | 1870                 |           | Raadhuisstraat 12                    | 52° 40' 50" NB, 5° 1' 35" OL | 495717 | Meer afbeeldingen |